# Joan Brull Martínez
Joan Brull Martínez (Ferreries, barri de Tortosa, 3 de setembre de 1933 - 21 de maig de 2016). Eren tres germans, Jordi, Josep Maria i Joan. De joves, Josep Maria i Joan es van aficionar a fer excursions pels Ports i van elaborar la primera guia excursionista d'aquestes muntanyes: la Guia Itinerària dels Ports (Barcelona: Unió Excursionista de Catalunya, 1972).
El 1968 va guanyar el IV Premi Sant Bernat concedit per la Federació Catalana de Muntanya i va ser editada el 1972 per la Unió Excursionista de Catalunya (UEC) amb el títol Guia Itinerària dels Ports. Aquesta recerca de 260 pàgines i 2 mapes a escala 1:40.000 recull 70 itineraris, més d'un miler de topònims i moltes informacions de primera mà dels darrers habitants i pastors dels Ports. La Guia itinerària dels Ports, coneguda popularment com la guia dels germans Brull, ha estat un referent durant molt temps per als excursionistes i els amants dels Ports. L'any 1985 fundà amb un grup de joves el Centre Excursionista de Xerta. Josep Maria Brull va morir el 2003.